# آردن (دپارتمان)
آردن (به فرانسوی: Ardennes) هشتمین شهرستان فرانسه است. شهرستان آردن در شمال این کشور قرار دارد. این شهرستان زیرمجموعه ناحیه شامپانی آردن می‌باشد. مساحت این شهرستان ۵٬۲۲۹ کیلومتر مربع و جمعیت آن ۲۹۰٬۱۳۰ نفر است. این شهرستان در خلال انقلاب فرانسه بر پا گردید.